# Апокрине жлезде
Апокрине жлезде су врста егзокриних жлезда чије ћелије приликом излучивања заједно са секретом одстрањују и део сопствене цитоплазме. Излучивање се обавља процесом егзоцитозе и назива се апокрина секреција. Овакав тип секреције карактеристичан је за млечну жлезду.